# كربون غير متبلور
الكربون غير المتبلور (بالإنجليزية: Amorphous carbonia) هو نوع غريب، صلب غير متبلور من ثاني أكسيد الكربون مناظر لثنائي أكسيد السيليكون غير المتبلور. صُنعت لأول مرة في المختبر في عام 2006 بتعريض الجليد الجاف لضغط عالٍ (40-48 غيغا باسكال، أو 400 ألف إلى 480 ألف ضغط جوي)، في الخلية الماسية السندانية. الكربون غير المتبلور ليس مستقرًا عند الضغط المعتاد، حيث يتحول سريعًا إلى ثاني أكسيد الكربون الاعتيادي.
بينما يشكل ثاني أكسيد الكربون بصورة اعتيادية بلورات جزيئية، حيث ترتبط الجزيئات المفردة بقوى فان دير فالس. في حالة الكربون غير المتبلور، تتكون شبكة من الذرات ثلاثية الأبعاد مرتبطة بروابط تساهمية، في بناء متناظر مع ثاني أكسيد السيليكون أو زجاج ثاني أكسيد الجيرمانيوم.
يمكن أن يكوِّن الخليط من السيليكون غير المتبلور والكربون غير المتبلور زجاجًا صلبًا وثابتًا عند درجة حرارة الغرفة. يمكن لهذا الزجاج أن يُستخدم في الأغطية الواقية مثل الموجودة في الإلكترونيات الدقيقة.
لهذا الاكتشاف تداعيات في الفيزياء الفلكية، فربما تحتوي الكواكب من الداخل على ثاني أكسيد كربون صلب غير متبلور.